# 三和駅 (江原特別自治道)
三和駅（サムファえき）は大韓民国江原特別自治道東海市泥老洞にある韓国鉄道公社北坪線の駅である。

## 歴史
- 1968年1月25日：普通駅として開業[1]。
- 1968年4月1日：旅客取扱開始。
- 1962年8月6日：駅舎新築工事着工。
- 1974年11月1日：旅客取扱中止。
- 1997年12月31日：現駅舎竣工。